# Список Героев Социалистического Труда (Баба-Заде — Базилевский)
Эта страница является частью списка Героев Социалистического Труда и перечисляет в алфавитном порядке лиц, удостоенных звания Героя Социалистического Труда, чьи фамилии начинаются с буквы «Б», от Баба-Заде до Базилевский.
- Список не включает дважды и трижды Героев Социалистического Труда, а также лиц, лишённых этого звания.
- Список содержит информацию о датах жизни, роде деятельности и дате присвоения звания Героя.
- Герои, удостоенные звания посмертно, выделены в списке  серым цветом .
- Герои, сменившие фамилию после присвоения звания, приводятся в списках дважды, при этом строка с новой фамилией выделяется  бежевым цветом  и не имеет номера.

## Список людей, фамилии которых начинаются с «Б»
| Навигационная таблица | Навигационная таблица   |
| --------------------- | ----------------------- |
| «Б»                   | Баба-Заде — Базилевский |
| «Б»                   | Баиров — Банцер         |
| «Б»                   | Барабанов — Баянов      |
| «Б»                   | Бгажноков — Бенидзе     |
| «Б»                   | Берг — Блюнская         |
| «Б»                   | Бобенко — Болюнова      |
| «Б»                   | Бондарев — Бояршинова   |
| «Б»                   | Брагазин — Бульбаха     |
| «Б»                   | Буматов — Бяшимова      |

| №         | Фамилия, имя, отчество              | Даты жизни              | Деятельность | Дата присвоения | ГС         |
| --------- | ----------------------------------- | ----------------------- | --- | --------------- | ---------- |
| 1         | Баба-Заде Баба Курбан Кули оглы     | 25.04.1911 — 18.08.1962 | Главный геолог треста «Азизбековнефть» Азнефтекомбината Народного комиссариата нефтяной промышленности СССР, Азербайджанская ССР                                                                    | 24.01.1944      | [ ГС 1 ]   |
| 2         | Бабагельдыев Ягмур                  | 1919 — ????             | Бригадир колхоза имени Кирова Тахта-Базарского района Туркменской ССР | 30.04.1966      | [ ГС 2 ]   |
| 3         | Бабагулов Ишмурат                   | 1910—1993               | Председатель колхоза имени Молотова Микоянабадского района Сталинабадской области | 01.03.1948      | [ ГС 3 ]   |
| 4         | Бабагулова Хайитноз                 | 1921 — ????             | Звеньевая колхоза имени Молотова Микоянабадского района Сталинабадской области | 01.03.1948      | [ ГС 4 ]   |
| 5         | Бабаджанян Гевонд Мкртичевич        | 1900—1969               | Заведующий фермой колхоза имени Кирова Сисианского района Армянской ССР | 17.08.1948      | [ ГС 5 ]   |
| 6         | Бабаев Аккешек                      | 1905 — ????             | Старший чабан каракулеводческого совхоза «Ербентский» Министерства внешней торговли СССР, Ашхабадский район Ашхабадской области                                                                     | 15.09.1948      |            |
| 7         | Бабаев Анвар                        | 14.08.1914 — 1994       | Бригадир хлопкового совхоза «Сталинабадский» Министерства хлопководства СССР, Гиссарский район Таджикской ССР                                                                                       | 10.05.1951      | [ ГС 6 ]   |
| 8         | Бабаев Атаджан                      | 1910 — ????             | Председатель колхоза «Сынпы-Гореш» Марыйского района Марыйской области | 11.06.1949      | [ ГС 7 ]   |
| 9         | Бабаев Беркали                      | 1916 — 11.02.1981       | Бригадир Красноводской дистанции пути Среднеазиатской железной дороги, Красноводская область | 16.01.1974      | [ ГС 8 ]   |
| 10        | Бабаев Кечари Орудж оглы            | 1920 — 24.01.1991       | Председатель колхоза имени 26 бакинских комиссаров Джебраильского района Азербайджанской ССР | 08.04.1971      | [ ГС 9 ]   |
| 11        | Бабаев Курбан                       | 1908—1968               | Бригадир колхоза «Большевик» Куня-Ургенчского района Ташаузской области | 30.07.1951      | [ ГС 10 ]  |
| 12        | Бабаев Махматали                    | 1893 — 21.01.1977       | Звеньевой колхоза «1 мая» Гиссарского района Сталинабадской области | 01.03.1948      | [ ГС 11 ]  |
| 13        | Бабаев Меты                         | 1925—1958               | Бригадир колхоза «Коммунизм» Ильялинского района Ташаузской области | 30.06.1950      | [ ГС 12 ]  |
| 14        | Бабаев Мирзо Бабаевич               | 05.07.1926 — 09.05.2016 | Первый секретарь Восейского райкома Компартии Таджикистана | 08.04.1971      | [ ГС 13 ]  |
| 15        | Бабаев Наби Хаиршахович             | род. 10.07.1934         | Старший чабан совхоза «Волжский» Енотаевского района Астраханской области | 22.03.1966      | [ ГС 14 ]  |
| 16        | Бабаев Новруз Амираслан оглы        | 22.03.1888 — 28.09.1978 | Звеньевой колхоза имени Багирова Астрахан-Базарского района Азербайджанской ССР | 10.03.1948      | [ ГС 15 ]  |
| 17        | Бабаев Ораз                         | 1900—1969               | Старший чабан каракулеводческого совхоза «Равнина» Министерства внешней торговли СССР, Байрам-Алийский район Марыйской области                                                                      | 15.09.1948      | [ ГС 16 ]  |
| 18        | Бабаев Рустам                       | 1903 — ?                | Звеньевой колхоза имени Кирова Свердловского района Бухарской области | 19.03.1947      | [ ГС 17 ]  |
| 19        | Бабаев Чары                         | 02.09.1907 — 21.08.1966 | Заведующий отделом сельского хозяйства Сагар-Чагинского района Марыйской области | 11.06.1949      | [ ГС 18 ]  |
| 20        | Бабаев Чары                         | 1917 — ????             | Звеньевой колхоза «12 лет РККА» Ашхабадского района Ашхабадской области | 17.06.1949      |            |
| 21        | Бабаев Чары                         | 1916 — ????             | Старший чабан каракулеводческого совхоза «Равнина» Министерства внешней торговли СССР, Байрам-Алийский район Марыйской области                                                                      | 15.09.1948      | [ ГС 19 ]  |
| 22        | Бабаев Юрий Николаевич              | 21.05.1928 — 06.10.1986 | Старший научный сотрудник КБ-11 Министерства среднего машиностроения СССР, Горьковская область | 07.03.1962      | [ ГС 20 ]  |
| 22.000001 | Бабаева Акыш                        | род. 1921               | Звеньевая колхоза «Большевик» Куня-Ургенчского района Ташаузской области | 30.07.1951      | [ ГС 21 ]  |
| 23        | Бабаева Александра Павловна         | 1914—1993               | Звеньевая свиноводческого совхоза «Пролетарий» Министерства мясной и молочной промышленности СССР, Вышневолоцкий район Калининской области                                                          | 01.06.1949      | [ ГС 22 ]  |
| 24        | Бабаева Гандила Аббас кызы          | 1920—1989               | Звеньевая колхоза имени Ленина Тертерского района Азербайджанской ССР | 01.07.1949      | [ ГС 23 ]  |
| 25        | Бабаева Етар Шабан кызы             | 1926—2001               | Звеньевая колхоза «Социализм» Белоканского района Азербайджанской ССР | 01.07.1949      | [ ГС 24 ]  |
| 26        | Бабаева Зибейда Ахмед кызы          | 04.04.1906 — 12.02.2001 | Звеньевая колхоза имени Джапаридзе Карягинского района Азербайджанской ССР | 10.03.1948      | [ ГС 25 ]  |
| 27        | Бабаева Кульбич Шабан кызы          | 1928 — 10.05.1976       | Звеньевая колхоза «Социализм» Белоканского района Азербайджанской ССР | 01.07.1949      | [ ГС 26 ]  |
| 28        | Бабаева Мядина Рустам кызы          | 10.07.1920 — 05.06.1973 | Звеньевая колхоза имени Азизбекова Астрахан-Базарского района Азербайджанской ССР | 17.08.1950      | [ ГС 27 ]  |
| 29        | Бабаева Нанагыз Рза кызы            | 1922 — 29.09.2003       | Звеньевая колхоза имени Ворошилова Карягинского района Азербайджанской ССР | 29.08.1950      | [ ГС 28 ]  |
| 30        | Бабаева Турды                       | 31.07.1918 — 2004       | Звеньевая колхоза «Коминтерн» Пролетарского района Ленинабадской области | 01.03.1948      | [ ГС 29 ]  |
| 31        | Бабаец Пётр Артемьевич              | 24.07.1924 — 11.10.2007 | Электросварщик Челябинского завода дорожных машин имени Д. В. Колющенко Министерства строительного, дорожного и коммунального машиностроения СССР                                                   | 23.07.1966      | [ ГС 30 ]  |
| 32        | Бабайцева Мария Алексеевна          | 1905—1999               | Доярка животноводческого совхоза «Раменское» Министерства мясной и молочной промышленности СССР, Раменский район Московской области                                                                 | 03.09.1949      | [ ГС 31 ]  |
| 33        | Бабак Вера Сергеевна                | род. 1927               | Звеньевая виноградарского совхоза имени Котовского Министерства пищевой промышленности СССР, Измаильская область                                                                                    | 05.07.1951      |            |
| 34        | Бабак Михаил Яковлевич              | 1895 — ????             | Бригадир подсобного хозяйства «Зирка» Министерства транспортного и тяжёлого машиностроения СССР, Сталинская область                                                                                 | 16.10.1953      |            |
| 35        | Бабак Пётр Лукьянович               | 08.04.1924 — 29.05.2004 | Старший машинист экскаватора Сенненского строительно-монтажного управления Витебского облмелиотреста Министерства водного хозяйства и восстановления земель Белорусской ССР                         | 08.04.1971      | [ ГС 32 ]  |
| 36        | Бабакин Георгий Николаевич          | 13.11.1914 — 03.08.1971 | Главный конструктор Машиностроительного завода имени С. А. Лавочкина Министерства общего машиностроения СССР, Московская область                                                                    | 09.11.1970      | [ ГС 33 ]  |
| 37        | Бабаков Алексей Иванович            | 1924—1988               | Машинист комбайна шахты № 1 треста «Сталинуголь» комбината «Карагандауголь» Министерства угольной промышленности СССР, Карагандинская область                                                       | 26.04.1957      | [ ГС 34 ]  |
| 38        | Бабалеу Иван Павлович               | род. 15.03.1922         | Механизатор колхоза имени Жданова Рышканского района Молдавской ССР | 08.12.1973      |            |
| 39        | Бабанский Иван Илларионович         | род. 1930               | Кузнец Харьковского завода холодильных машин Министерства химического и нефтяного машиностроения СССР                                                                                               | 03.01.1974      |            |
| 40        | Бабанюк Пётр Николаевич             | 19.09.1924 — 26.11.1988 | Дояр колхоза имени Ильича Володарского района Киевской области | 08.04.1971      | [ ГС 35 ]  |
| 41        | Бабарсков Виктор Петрович           | 02.04.1924 — 06.06.1997 | Директор Дмитровского совхоза-техникума Дмитровского района Московской области | 30.04.1966      | [ ГС 36 ]  |
| 42        | Бабарыкин Николай Никитович         | 27.12.1923 — 04.07.1978 | Председатель колхоза «Родина» Шипуновского района Алтайского края | 19.04.1967      | [ ГС 37 ]  |
| 43        | Бабасов Виктор Ильич                | 15.06.1928 — 01.09.1987 | Бригадир мотористов Днепропетровского завода радиорелейных приборов Министерства радиопромышленности СССР                                                                                           | 23.07.1969      | [ ГС 38 ]  |
| 44        | Бабаханов Маматхон                  | 02.01.1919 — 2001       | Первый секретарь Чустского райкома Компартии Узбекистана, Наманганская область | 08.04.1971      | [ ГС 39 ]  |
| 45        | Бабашев Бабакиши Муса оглы          | 1897 — 20.05.1972       | Звеньевой колхоза имени Азизбекова Ахсуинского района Азербайджанской ССР | 10.03.1948      | [ ГС 40 ]  |
| 46        | Бабаян Асмик Даниловна              | 1928 — ????             | Звеньевая виноградарского колхоза «Азербайджан» Министерства пищевой промышленности СССР, Азербайджанская ССР                                                                                       | 04.09.1950      | [ ГС 41 ]  |
| 47        | Бабаян Роза Маркаровна              | 1927 — ????             | Звеньевая колхоза «Лен уги» Октемберянского района Армянской ССР | 14.06.1950      | [ ГС 42 ]  |
| 48        | Бабаяров Атамурад                   | 1910 — ????             | Бригадир полеводческой бригады колхоза имени Молотова Чархинского района Самаркандской области | 11.01.1957      | [ ГС 43 ]  |
| 49        | Бабенко Алексей Алексеевич          | 30.03.1923 — 09.01.2021 | Бригадир колхоза «Кубань» Усть-Лабинского района Краснодарского края | 13.03.1981      | [ ГС 44 ]  |
| 50        | Бабенко Алексей Алексеевич          | 1927—1995               | Горнорабочий очистного забоя шахты «Ягуновская» треста «Кемеровоуголь» комбината «Кузбассуголь» Министерства угольной промышленности СССР, Кемеровская область                                      | 29.06.1966      | [ ГС 45 ]  |
| 51        | Бабенко Владимир Константинович     | 03.10.1928 — 17.10.2015 | Токарь Саратовского завода электронного машиностроения Министерства электронной промышленности СССР                                                                                                 | 16.01.1974      | [ ГС 46 ]  |
| 52        | Бабенко Иван Андреевич              | 28.06.1934 — 30.10.2002 | Бригадир совхоза «Нижнеднепровский» Днепропетровского района Днепропетровской области | 15.12.1972      | [ ГС 47 ]  |
| 53        | Бабенко Иван Андреевич              | 1905 — ????             | Директор зернового совхоза имени 18 партсъезда Министерства совхозов СССР, Тельмановский район Сталинской области                                                                                   | 14.05.1949      | [ ГС 48 ]  |
| 54        | Бабенко Мария Марковна              | 15.01.1933 — 15.07.2011 | Бригадир колхоза «Родина» Богодуховского района Харьковской области | 24.12.1976      | [ ГС 49 ]  |
| 55        | Бабенко Марфа Филипповна            | 07.11.1935 — 19.12.1982 | Свинарка колхоза «Россия» Тепликского района Винницкой области | 08.04.1971      | [ ГС 50 ]  |
| 55.000002 | Бабенко Нина Ивановна               | 29.10.1939 — 18.09.2009 | Заведующая молочнотоварной фермой колхоза имени Жданова Решетиловского района Полтавской области | 22.03.1966      | [ ГС 51 ]  |
| 55.000003 | Бабенко Пелагея Максимовна          | род. 07.08.1930         | Звеньевая виноградарского совхоза имени Молотова Министерства пищевой промышленности СССР, Анапский район Краснодарского края                                                                       | 27.08.1951      | [ ГС 52 ]  |
| 56        | Бабенко Потап Васильевич            | 1888—1951               | Председатель колхоза «За линию ЦК ВКП(б)» Панфиловского района Фрунзенской области | 26.03.1948      | [ ГС 53 ]  |
| 57        | Бабенков Александр Илларионович     | 14.08.1931 — 12.07.1995 | Слесарь-инструментальщик завода «Кузбассрадио» Министерства радиопромышленности СССР, гор. Белово Кемеровской области                                                                               | 29.07.1966      | [ ГС 54 ]  |
| 58        | Бабенцев Илья Семёнович             | 01.08.1902 — 24.07.1984 | Секретарь районного комитета Компартии (большевиков) Казахстана района имени 28 гвардейцев Талды-Курганской области                                                                                 | 28.03.1948      | [ ГС 55 ]  |
| 59        | Баберян Асмик Степановна            | 1915 — ????             | Звеньевая колхоза имени Серго Орджоникидзе Октемберянского района Армянской ССР | 14.06.1950      | [ ГС 56 ]  |
| 60        | Бабиев Файзи                        | 1905 — 20.12.1978       | Звеньевой колхоза «Рохи Сталин» Гиссарского района Сталинабадской области | 01.03.1948      | [ ГС 57 ]  |
| 61        | Бабий Пётр Иванович                 | род. 1927               | Звеньевой колхоза имени Сталина Гримайловского района Тернопольской области | 16.02.1948      |            |
| 62        | Бабилодзе Анна Матвеевна            | 1902 — ????             | Звеньевая колхоза имени Берия Натанебского сельсовета Махарадзевского района Грузинской ССР | 29.08.1949      | [ ГС 58 ]  |
| 63        | Бабилодзе Валерьян Алексеевич       | 27.01.1913 — ????       | Звеньевой колхоза имени Берия Махарадзевского района Грузинской ССР | 23.07.1951      | [ ГС 59 ]  |
| 64        | Бабин Василий Егорович              | 1925—1978               | Машинист-инструктор локомотивного депо Ожерелье Московской железной дороги, Московская область | 04.08.1966      | [ ГС 60 ]  |
| 65        | Бабин Михаил Иванович               | 1918 — ????             | Первый секретарь Сайрамского райкома Компартии Казахстана, Чимкентская область | 10.12.1973      | [ ГС 61 ]  |
| 66        | Бабин Сергей Иванович               | 20.10.1913 — 17.09.1973 | Директор плодоовощного совхоза-техникума имени Фрунзе Тираспольского района Молдавской ССР | 30.04.1966      | [ ГС 62 ]  |
| 67        | Бабина Феофила Гавриловна           | род. 02.01.1927         | Доярка свекловодческого совхоза Моевского сахкомбината Могилёв-Подольского района Винницкой области                                                                                                 | 06.09.1973      |            |
| 68        | Бабицкий Василий Филиппович         | род. 08.01.1927         | Бригадир колхоза имени Кирова Чаплинского района Херсонской области | 22.12.1977      |            |
| 69        | Бабицкий Иван Антонович             | 1930 — 02.1987          | Бригадир монтажников Ладыжинского участка управления «Южэнергомонтаж» треста «Южэнергострой» Министерства энергетики и электрификации Украинской ССР, Винницкой области                             | 20.04.1971      | [ ГС 63 ]  |
| 70        | Бабич Виктор Константинович         | 22.11.1935 — 1997       | Бригадир комбайновой бригады комбината «Белорускалий» Министерства химической промышленности СССР, Минская область                                                                                  | 20.04.1971      | [ ГС 64 ]  |
| 71        | Бабич Владимир Иосифович            | 1914—1972               | Старшина мотобота краболова «Второй краболов» Главприморрыбпрома, Приморский край | 02.03.1957      | [ ГС 65 ]  |
| 72        | Бабич Евдокия Фёдоровна             | 16.08.1913 — 12.12.1992 | Рабочая Косихинского свеклосовхоза Косихинского района Алтайского края | 11.01.1957      | [ ГС 66 ]  |
| 73        | Бабич Ирина Иосифовна               | 1920 — ????             | Звеньевая свеклосовхоза «Крещатик» Министерства пищевой промышленности СССР, Заставновский район Черновицкой области                                                                                | 30.04.1948      |            |
| 74        | Бабичев Сергей Иванович             | 16.10.1924 — 20.06.1975 | Первый секретарь Марьяновского райкома КПСС, Омская область | 13.12.1972      | [ ГС 67 ]  |
| 75        | Бабичева Екатерина Павловна         | род. 17.01.1939         | Заведующая фермой колхоза имени Фрунзе Беловского района Курской области | 23.12.1976      | [ ГС 68 ]  |
| 76        | Бабкин Николай Григорьевич          | 14.02.1936 — 29.12.2018 | Тракторист колхоза имени Шевченко Новопсковского района Ворошиловградской области | 08.04.1971      | [ ГС 69 ]  |
| 77        | Бабкин Николай Никитович            | 1909 — 11.06.1981       | Начальник шахты имени В. И. Ленина треста «Несветайантрацит» комбината «Ростовуголь» Министерства угольной промышленности СССР, Ростовская область                                                  | 29.06.1966      | [ ГС 70 ]  |
| 78        | Бабкин Роман Алексеевич             | 1909—1990               | Комбайнёр зернового совхоза имени Кирова Министерства совхозов СССР, Советский район Северо-Казахстанской области                                                                                   | 22.08.1951      | [ ГС 71 ]  |
| 79        | Бабкин Устин Иосипович              | 11.01.1930 — 21.08.2004 | Машинист горного комбайна шахты № 39/40 треста «Новомосковскуголь» комбината «Тулауголь» Министерства угольной промышленности СССР, Тульская область                                                | 29.06.1966      | [ ГС 72 ]  |
| 80        | Бабкина Татьяна Николаевна          | 01.01.1927 — 16.10.2004 | Вязальщица Воронежского производственного объединения «Трикотаж» Министерства лёгкой промышленности РСФСР                                                                                           | 05.04.1971      | [ ГС 73 ]  |
| 81        | Бабко Александр Митрофанович        | 12.02.1932 — 09.04.2021 | Бригадир колхоза «Победа» Барановичского района Брестской области | 13.12.1972      | [ ГС 74 ]  |
| 82        | Бабминдра Пётр Константинович       | 1907 — 24.01.1984       | Директор зернового совхоза «Целинский» Министерства совхозов СССР, Целинский район Ростовской области                                                                                               | 03.04.1948      | [ ГС 75 ]  |
| 83        | Бабочкин Борис Андреевич            | 18.01.1904 — 17.07.1975 | Актёр и режиссёр Государственного академического Малого театра Союза ССР, народный артист СССР, гор. Москва                                                                                         | 18.01.1974      | [ ГС 76 ]  |
| 84        | Бабошкина Вера Иудовна              | 20.08.1911 — 15.02.1961 | Доярка совхоза «Сычёвка» Сычёвского района Смоленской области | 10.03.1958      | [ ГС 77 ]  |
| 85        | Бабуков Владимир Георгиевич         | 23.10.1916 — 23.01.2004 | Главный инженер нефтегазодобывающего управления «Старогрознефть» объединения «Грознефть» Министерства нефтяной промышленности СССР, Чечено-Ингушская АССР                                           | 30.03.1971      | [ ГС 78 ]  |
| 86        | Бабуладзе Хурие Ахмедовна           | 1927 — ????             | Звеньевая колхоза имени Сталина Хуцубанского сельсовета Кобулетского района Аджарской АССР | 29.08.1949      | [ ГС 79 ]  |
| 87        | Бабушкина Мария Степановна          | 07.02.1927 — 17.05.2017 | Начальник цеха завода № 617 Новосибирского совнархоза | 07.03.1960      | [ ГС 80 ]  |
| 88        | Бабюк Владимир Семёнович            | 25.05.1934 — 30.06.2009 | Рамщик Уссурийского деревообрабатывающего комбината имени 60-летия Союза ССР Министерства лесной, целлюлозно-бумажной и деревообрабатывающей промышленности СССР, гор. Лесозаводск Приморского края | 22.05.1986      | [ ГС 81 ]  |
| 89        | Бавун-оол Уин-оол Андреевич         | 19.05.1927 — 06.02.1992 | Чабан совхоза Тандинского района Тувинской АССР | 08.04.1971      | [ ГС 82 ]  |
| 90        | Багаев Николай Алексеевич           | 08.12.1928 — 02.09.2002 | Бригадир водителей автомобилей Новосибирского пассажирского автотранспортного предприятия № 1 Министерства автомобильного транспорта РСФСР                                                          | 13.05.1977      | [ ГС 83 ]  |
| 91        | Багаева Евдокия Николаевна          | 08.03.1933 — 31.12.2013 | Доярка колхоза имени Ленина Чистопольского района Татарской АССР | 06.09.1973      | [ ГС 84 ]  |
| 92        | Багаева Назират Константиновна      | 1937—1985               | Доярка колхоза «Дружба» Пригородного района Северо-Осетинской АССР | 22.03.1966      | [ ГС 85 ]  |
| 93        | Багамаев Султан Султанович          | 06.10.1928 — 13.07.1993 | Бригадир совхоза «Каспий» Каякентского района Дагестанской АССР | 07.12.1973      | [ ГС 86 ]  |
| 94        | Багателия Зинаида Хошитовна         | род. 1927               | Бригадир колхоза имени Ворошилова Гудаутского района Абхазской АССР | 21.02.1948      | [ ГС 87 ]  |
| 95        | Багатришвили Иван Григорьевич       | 1887 — ????             | Звеньевой Цинандальского виноградарского совхоза Министерства пищевой промышленности СССР, Телавский район Грузинской ССР                                                                           | 05.10.1949      | [ ГС 88 ]  |
| 96        | Багаутдинов Раис Губайдуллович      | 15.01.1926 — 12.06.2018 | Председатель колхоза имени Салавата Стерлитамакского района Башкирской АССР | 22.03.1966      | [ ГС 89 ]  |
| 97        | Багаутдинов Ягуда Гильмутдинович    | 03.01.1922 — 20.03.2000 | Бригадир колхоза «Октябрь» Чишминского района Башкирской АССР | 23.06.1966      | [ ГС 90 ]  |
| 98        | Багдавадзе Давид Семёнович          | род. 06.08.1929         | Бригадир комплексной бригады передвижной механизированной колонны № 25 треста № 2 Министерства сельского строительства Грузинской ССР                                                               | 08.01.1974      | [ ГС 91 ]  |
| 99        | Багдасарян Анаид Захаровна          | 1915 — ????             | Бригадир колхоза имени Калинина Микояновского района Армянской ССР | 16.04.1949      | [ ГС 92 ]  |
| 100       | Багдасарян Анаит Гайковна           | род. 1940               | Звеньевая колхоза имени 26 комиссаров Арташатского района Армянской ССР | 06.06.1984      | [ ГС 93 ]  |
| 101       | Багдасарян Грануш Сааковна          | 1923—2000               | Звеньевая колхоза «Вчракан тари» Октемберянского района Армянской ССР | 14.06.1950      | [ ГС 94 ]  |
| 102       | Багдасарян Даниел Аракелович        | 1909 — ????             | Звеньевой колхоза имени Тульских рабочих Мартунинского района Нагорно-Карабахской автономной области                                                                                                | 10.03.1948      | [ ГС 95 ]  |
| 103       | Багдасарян Месроп Семёнович         | 09.05.1894 — 1981       | Звеньевой колхоза имени Касумяна Гадрутского района Нагорно-Карабахской автономной области | 08.08.1950      | [ ГС 96 ]  |
| 104       | Багдасарян Паруйр Микаелович        | 1905 — ????             | Комбайнёр Гарибджанянской МТС Армянской ССР | 05.08.1952      |            |
| 105       | Багдасарян Феник Бениаминовна       | род. 1931               | Звеньевая колхоза имени Калинина Микоянского района Армянской ССР | 17.08.1950      | [ ГС 97 ]  |
| 106       | Багдатов Болат                      | 18.07.1939 — 03.11.2005 | Старший чабан совхоза «Аркатский» Абайского района Семипалатинской области | 19.02.1981      | [ ГС 98 ]  |
| 107       | Багдонайте Она Викторовна           | род. 1937               | Свинарка совхоза «Цирклишкис» Швенчёнского района Литовской ССР | 07.03.1960      |            |
| 108       | Багдонас Бронюс Ионович             | 1914 — ????             | Председатель колхоза «Пушалотас» Пасвальского района Литовской ССР | 31.12.1965      |            |
| 109       | Багиев Баги Фейзи оглы              | 19.11.1924 — 30.04.2002 | Бригадир колхоза имени Багирова Ахсуинского района Азербайджанской ССР | 10.03.1948      | [ ГС 99 ]  |
| 110       | Багиров Аллахверды Садых оглы       | 1898—1983               | Председатель колхоза имени Ленина Сафаралиевского района Азербайджанской ССР | 10.03.1948      | [ ГС 100 ] |
| 111       | Багиров Башир Рза оглы              | 1898—1983               | Старший табунщик колхоза имени Ленина Таузского района Азербайджанской ССР | 24.06.1949      | [ ГС 101 ] |
| 112       | Багиров Магаррам Намаз оглы         | род. 1927               | Звеньевой колхоза имени Ворошилова Марнеульского района Грузинской ССР | 03.07.1950      | [ ГС 102 ] |
| 113       | Багирова Амина Рагимовна            | 08.03.1912 — 17.03.1985 | Начальник установки Бакинского нефтеперерабатывающего завода имени Караева Азербайджанского совнархоза                                                                                              | 07.03.1960      | [ ГС 103 ] |
| 114       | Багирова Гюлизар Чобан кызы         | 14.07.1918 — 07.08.1999 | Звеньевая колхоза имени Низами Таузского района Азербайджанской ССР | 21.07.1949      | [ ГС 104 ] |
| 115       | Багирова Шевкет Асад кызы           | 1909—1989               | Звеньевая колхоза имени Фрунзе Таузского района Азербайджанской ССР | 10.03.1948      | [ ГС 105 ] |
| 116       | Багманов Гарай (Гарей) Мавлетбаевич | 07.11.1923 — 19.08.1996 | Бригадир вышкомонтажников треста «Татбурнефть» объединения «Татнефть» Министерства нефтедобывающей промышленности СССР, Татарская АССР                                                              | 23.05.1966      | [ ГС 106 ] |
| 117       | Баграмян Михаил Апкарович           | 18.10.1931 — 13.05.2014 | Звеньевой колхоза имени Клары Цеткин Шамхорского района Азербайджанской ССР | 08.08.1950      | [ ГС 107 ] |
| 118       | Багрий Иван Степанович              | 16.12.1911 — ?          | Директор Балкашинской МТС Молотовского района Акмолинской области | 11.01.1957      | [ ГС 108 ] |
| 119       | Багринцев Николай Васильевич        | 01.12.1937 — 26.01.2014 | Бригадир трубогибщиков Севастопольского морского завода имени С. Орджоникидзе Министерства судостроительной промышленности СССР                                                                     | 14.06.1977      | [ ГС 109 ] |
| 120       | Багров Иван Игнатьевич              | 12.09.1923 — 20.06.2014 | Директор совхоза «Пограничный» Константиновского района Амурской области | 13.03.1981      | [ ГС 110 ] |
| 121       | Багрова Александра Константиновна   | 19.09.1914 — ????       | Доярка колхоза «Красный коллективист» Некрасовского района Ярославской области | 06.09.1950      | [ ГС 111 ] |
| 122       | Багровская Надежда Михайловна       | род. 08.07.1931         | Бригадир штукатуров строительно-монтажного управления № 4 Калининградского строительного треста, Калининградская область                                                                            | 27.04.1966      | [ ГС 112 ] |
| 123       | Багрыч Зинаида Гольфридовна         | 06.08.1934 — 17.10.2010 | Свинарка совхоза «Краснинский» Промышленновского района Кемеровской области | 25.06.1990      | [ ГС 113 ] |
| 124       | Багшиев Аллаберди                   | род. 1926               | Тракторист колхоза «Москва» Марыйского района Туркменской ССР | 16.03.1965      |            |
| 125       | Бадальян Надя Авшаровна             | 10.05.1922 — ????       | Звеньевая колхоза имени Верховного Совета СССР Ждановского района Азербайджанской ССР | 10.03.1948      | [ ГС 114 ] |
| 126       | Бадальянц Хорен Азарапетович        | 12.08.1933 — 18.04.1992 | Директор Пикалёвского производственного глинозёмного объединения имени 50-летия СССР Министерства цветной металлургии СССР, Ленинградская область                                                   | 29.04.1986      | [ ГС 115 ] |
| 127       | Бадалян Арпик Анушавановна          | 1926 — ????             | Звеньевая колхоза «Кармир астх» Октемберянского района Армянской ССР | 14.06.1950      | [ ГС 116 ] |
| 128       | Бадалян Рафик Седракович            | род. 1935               | Бригадир совхоза имени Ленина Эчмиадзинского района Армянской ССР | 27.12.1976      |            |
| 129       | Бадалян Шакар Антонович             | 1888 — ????             | Звеньевой виноградарского совхоза «Азербайджан» Министерства пищевой промышленности СССР, Азербайджанская ССР                                                                                       | 04.09.1950      | [ ГС 117 ] |
| 130       | Баденков Пётр Фёдорович             | 03.08.1909 — 26.12.1992 | Директор Научно-исследовательского института шинной промышленности Министерства нефтеперерабатывающей и нефтехимической промышленности СССР, гор. Москва                                            | 28.05.1966      | [ ГС 118 ] |
| 131       | Баджелидзе Зина Титиковна           | 1919 — ????             | Колхозница колхоза имени Будённого Махарадзевского района Грузинской ССР | 29.08.1949      | [ ГС 119 ] |
| 132       | Бадзагуа Варлаам Несторович         | 1911—10.1968            | Председатель исполнительного комитета Чхороцкуского районного Совета депутатов трудящихся, Грузинская ССР                                                                                           | 25.11.1950      | [ ГС 120 ] |
| 133       | Бадзюх Свирид Михайлович            | 1918 — ????             | Комбайнёр Гребёнковской МТС Киевской области | 26.02.1958      | [ ГС 121 ] |
| 134       | Бадмаев Чоймпыл Бадмаевич           | 16.12.1910 — 31.08.1993 | Бригадир тракторной бригады Баргузинской МТС Бурят-Монгольской АССР | 29.03.1948      | [ ГС 122 ] |
| 135       | Бадран Павел Терентьевич            | 08.07.1926 — 30.08.2007 | Первый секретарь Красноармейского райкома КПСС, Краснодарский край | 07.12.1973      | [ ГС 123 ] |
| 136       | Бадуев Садрул-Азим                  | 15.05.1921 — 1973       | Бригадир колхоза «Искра» Ботлихского района Дагестанской АССР | 23.06.1966      | [ ГС 124 ] |
| 137       | Баев Александр Александрович        | 10.01.1904 — 31.12.1994 | Заведующий отделом Института молекулярной биологии Академии наук СССР, академик АН СССР, академик Всесоюзной академии сельскохозяйственных наук имени В. И. Ленина, гор. Москва                     | 28.07.1981      | [ ГС 125 ] |
| 138       | Баев Василий Стефанович             | 20.02.1914 — 11.05.1991 | Комбайнёр Усть-Лабинской МТС Краснодарского края | 25.08.1953      | [ ГС 126 ] |
| 139       | Баев Леонид Иосифович               | 06.07.1929 — 16.08.2006 | Начальник Ангарского городского узла связи Министерства связи СССР, Иркутская область | 05.03.1976      | [ ГС 127 ] |
| 140       | Баев Семён Мартынович               | 01.08.1930 — 13.12.2002 | Машинист монтажного крана управления механизации № 2 треста «Тюменгазмеханизация» Министерства газовой промышленности СССР, гор. Урай Ханты-Мансийского национального округа Тюменской области      | 30.03.1971      | [ ГС 128 ] |
| 141       | Баева Пелагея Прохоровна            | 1908 — ????             | Звеньевая колхоза «Новый путь» Меркенского района Джамбулской области | 28.03.1948      | [ ГС 129 ] |
| 142       | Баелов Султаш                       | 16.10.1902 — 12.03.1989 | Скотник-пастух колхоза «Саргорык» Абаевского района Семипалатинской области | 23.07.1948      | [ ГС 130 ] |
| 143       | Бажан Николай Платонович            | 09.10.1904 — 23.11.1983 | Поэт, общественный деятель, академик Академии наук Украинской ССР, гор. Киев | 27.09.1974      | [ ГС 131 ] |
| 144       | Баженов Василий Александрович       | 10.04.1919 — 06.04.1987 | Слесарь-инструментальщик Йошкар-Олинского завода полупроводниковых приборов Министерства электронной промышленности СССР, Марийская АССР                                                            | 26.04.1971      | [ ГС 132 ] |
| 145       | Бажутин Борис Николаевич            | 07.06.1924 — 14.02.1996 | Слесарь-инструментальщик Ижевского мотозавода Министерства общего машиностроения СССР, Удмуртская АССР                                                                                              | 26.04.1971      | [ ГС 133 ] |
| 146       | Базавлюк Евдокия Сергеевна          | 1923 — ????             | Звеньевая колхоза «Новая жизнь» Кагановичского района Фрунзенской области | 26.03.1948      | [ ГС 134 ] |
| 147       | Базалеев Александр Петрович         | 1919 — 22.01.1979       | Токарь завода № 205 Саратовского совета народного хозяйства | 17.06.1961      | [ ГС 135 ] |
| 148       | Базарас Казимерас Казио             | род. 1931               | Столяр объединения мебельных предприятий «Вильнюс» Министерства мебельной и деревообрабатывающей промышленности Литовской ССР, гор. Вильнюс                                                         | 07.05.1971      |            |
| 149       | Базарбаев Даулет                    | 1895—1981               | Старший чабан колхоза имени Степана Разина Испульского района Гурьевской области | 23.07.1948      | [ ГС 136 ] |
| 150       | Базарный Леонид Фёдорович           | 1929—2006               | Машинист бульдозера передвижной механизированной колонны № 16 Ставропольстроя Министерства мелиорации и водного хозяйства РСФСР, гор. Черкесск Карачаево-Черкесской автономной области              | 18.02.1975      | [ ГС 137 ] |
| 151       | Базаров Джумамурад                  | 1911 — ????             | Старший чабан колхоза имени Кирова Тахта-Базарского района Марыйской области | 05.06.1958      | [ ГС 138 ] |
| 152       | Базаров Дмитрий Сергеевич           | 07.11.1926 — ????       | Бригадир штукатуров строительного управления № 4 треста «Донецкжилстрой» № 1, Донецкая область | 11.08.1966      | [ ГС 139 ] |
| 153       | Базаров Мирзакул                    | 1907 — 14.05.1974       | Председатель колхоза имени Сталина Исфаринского района Ленинабадской области | 17.01.1957      | [ ГС 140 ] |
| 154       | Базаров Пирмат                      | 1904—1956               | Звеньевой колхоза «Коммунизм» Канибадамского района Ленинабадской области | 01.03.1948      | [ ГС 141 ] |
| 155       | Базаров Султан                      | 1909 — ????             | Звеньевой колхоза имени Тельмана Ильялинского района Ташаузской области | 30.07.1951      | [ ГС 142 ] |
| 156       | Базаров Ыймаш                       | 1918—1977               | Заведующий овцетоварной фермой колхоза имени Ленина Тонского района Иссык-Кульской области | 16.10.1958      | [ ГС 143 ] |
| 157       | Базарова Айша Гаджияв кызы          | 1921—1998               | Звеньевая колхоза имени Низами Белоканского района Азербайджанской ССР | 01.07.1949      | [ ГС 144 ] |
| 158       | Базарова Шарапат                    | 1920 — ????             | Бригадир тракторно-полеводческой бригады совхоза «Баяут» № 1 Ташкентской области | 07.03.1960      | [ ГС 145 ] |
| 159       | Базелюк Ольга Спиридоновна          | 11.06.1920 — 27.10.1992 | Свинарка колхоза «50 лет Октября» Балтского района Одесской области | 08.04.1971      | [ ГС 146 ] |
| 160       | Базенков Николай Ильич              | 17.04.1901 — 13.04.1973 | Заместитель генерального конструктора Опытно-конструкторского бюро № 156 Министерства авиационной промышленности СССР, гор. Москва                                                                  | 12.07.1957      | [ ГС 147 ] |
| 161       | Базиева Мария Николаевна            | 1922 — ????             | Ткачиха Ферганского текстильного комбината Узбекского совнархоза | 07.03.1960      | [ ГС 148 ] |
| 162       | Базилевич Наталия Карповна          | 23.05.1919 — 10.05.2015 | Бригадир комплексной бригады колхоза «Маяк» Краснокутского района Харьковской области | 08.04.1971      | [ ГС 149 ] |
| 163       | Базилевский Евгений Фёдорович       | 02.08.1930 — 28.05.2006 | Звеньевой совхоза «Райгородок» Бердичевского района Житомирской области | 30.04.1966      | [ ГС 150 ] |
| 164       | Базилевский Юрий Яковлевич          | 03.05.1912 — 19.06.1983 | Заместитель начальника по научно-технической работе СКБ-245 Министерства машиностроения и приборостроения СССР, гор. Москва                                                                         | 27.10.1954      | [ ГС 151 ] |

| Навигационная таблица | Навигационная таблица   |
| --------------------- | ----------------------- |
| «Б»                   | Баба-Заде — Базилевский |
| «Б»                   | Баиров — Банцер         |
| «Б»                   | Барабанов — Баянов      |
| «Б»                   | Бгажноков — Бенидзе     |
| «Б»                   | Берг — Блюнская         |
| «Б»                   | Бобенко — Болюнова      |
| «Б»                   | Бондарев — Бояршинова   |
| «Б»                   | Брагазин — Бульбаха     |
| «Б»                   | Буматов — Бяшимова      |